# Lyane Morice
Pour les articles homonymes, voir Morice.
Lyane Morice ou Liane Morice (de son vrai nom Liliane Renée Morice) est une actrice française née le 14 février 1933 à Paris et morte dans la même ville le 30 avril 1993.

## Filmographie
- 1951 : Victor de Claude Heymann : Nadine, la bonne
- 1951 : La Plus Belle Fille du monde de Christian Stengel
- 1953 : Femmes de Paris de Jean Boyer